# Pierre Cauchon
Pierre Cauchon, född 1371 i Reims, död 1442 i Rouen, var en fransk präst, biskop av Beauvais.
Cauchon var under hundraårskriget mellan Frankrike och England anhängare av den engelska sidan. Då Jeanne d'Arc tillfångatagits, i Cauchons stift, rannsakades och dömdes hon av en domstol som leddes av denne. Han hade stor del i att processen slutade med att hon dömdes som kättare att brännas på bål.